# Cimitero sassone di Liebenau

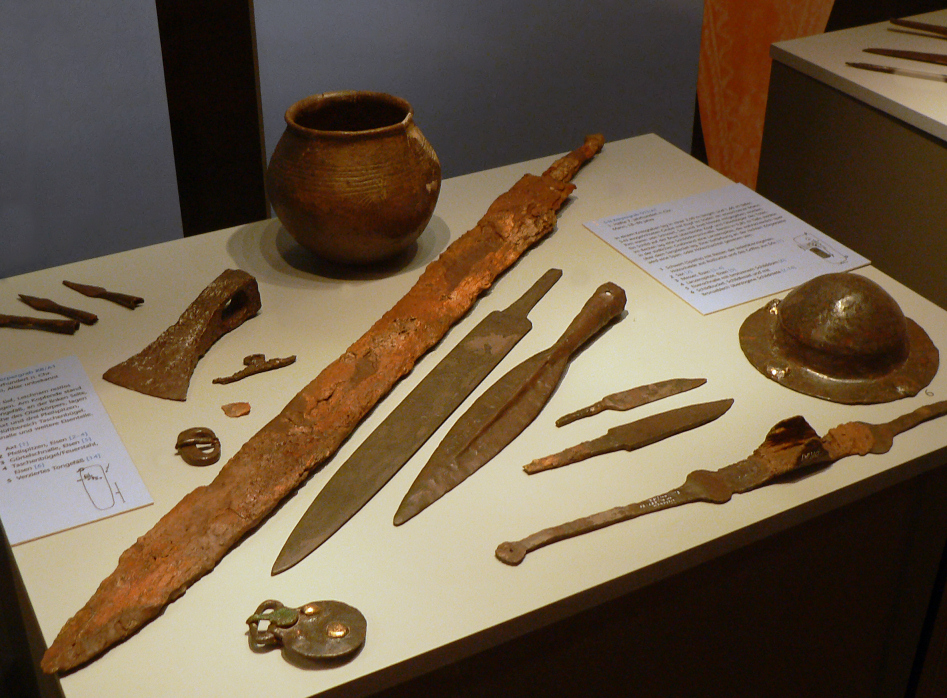
Corredo funerario tipologico del cimitero di Liebenau

Il cimitero sassone di Liebenau è un luogo di sepoltura ritrovato nei pressi di Liebenau in Bassa Sassonia, utilizzato tra il IV e il IX secolo per le cremazioni e le inumazioni. Si trova sull'Heidberg, una catena di dune alte fino a 4 metri lungo il fiume Große Aue, nota per i ritrovamenti preistorici fin dall'inizio del XX secolo. Durante le attività di scavo del Museo di Stato della Bassa Sassonia di Hannover, iniziate nel 1953 e proseguite per oltre 35 anni, sono state scoperte circa 520 tombe. I corredi funerari hanno fornito importanti indicazioni sulla cultura degli antichi Sassoni.

## Scavo archeologico
La ragione di un'indagine archeologica più dettagliata dell'area risale al 1953: un insegnante consegnò al Museo di Stato della Bassa Sassonia di Hannover importanti reperti di una tomba che aveva scoperto in un sito di estrazione della sabbia. Una fabbrica di mattoni  aveva iniziato a scavare grandi aree di sabbia, distruggendo probabilmente centinaia di tombe. Oggi sul sito si trova una cava di sabbia. I reperti consegnati erano i resti di un guerriero dell'Antica Sassonia con spatha, scudo e lancia. Gli scavi effettuati immediatamente dal Museo di Stato nel sito hanno rivelato altre tombe. È apparso subito chiaro che ci si erano imbattuti in un luogo di sepoltura risalente al periodo compreso tra il IV e il IX secolo d.C., significativo per la storia culturale degli antichi Sassoni nella regione della Germania settentrionale.
Furono scoperte 551 sepolture, suddivise fra inumazioni e cremazioni. Tra loro c'erano 123 uomini e 248 donne; non è stato possibile determinare il sesso di circa 100 altre persone. Nel cimitero sono state trovate dodici sepolture di cavalli e cinque di cani. I cavalli, di cui sono state trovate le ossa, sono stati compressi in piccole fosse di sepoltura. Le sepolture di animali erano vicine a tombe umane, per cui le persone sepolte potevano essere i proprietari. Si può ipotizzare che gli animali fossero status symbol delle élite più ricche.

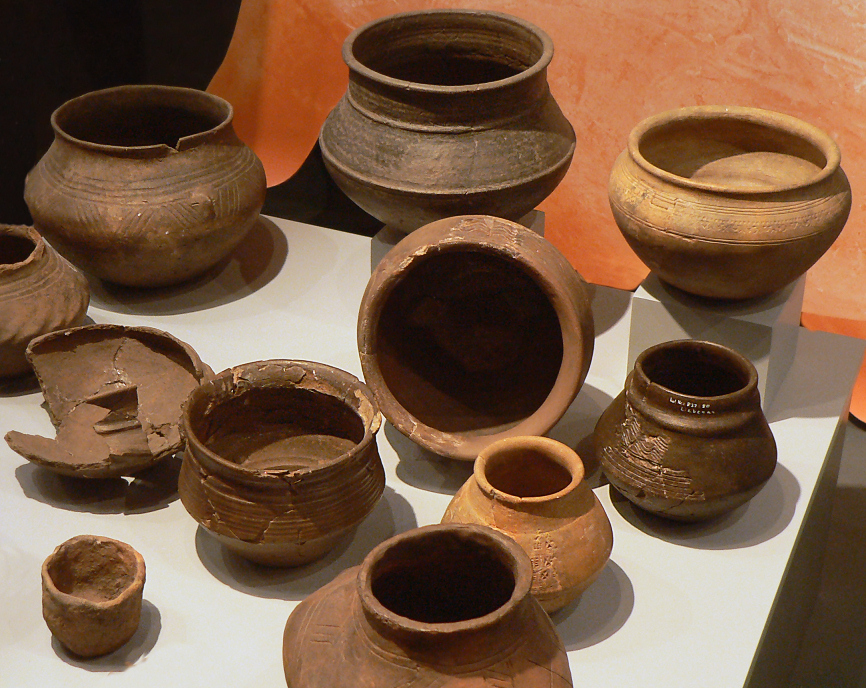
Raccolta della ceramica ritrovata nelle tombe

I corredi delle tombe maschili erano costituiti principalmente da armi come la spatha sassone, scudo e lancia. Sono datati dal V al VII secolo, con particolare attenzione al VI secolo. Alcune armi provenivano dall'area franca e alemanna. Nelle tombe femminili sono stati trovati soprattutto gioielli come oggetti di sepoltura. Tra questi vi erano spille di origine sassone, turingia, alemanna e franca. C'erano anche collane di ambra e perline di vetro, anelli da dito, collane e braccialetti. In 51 tombe per salme e 168 tombe per cremazione sono state trovate più di 3000 perline, di cui fino a 400 in una tomba. Altri beni funerari erano i filatoi, utilizzati per filare la lana. I vasi di ceramica trovati nelle tombe ad inumazione e nelle tombe a cremazione erano per lo più di tipo semplice. In molti casi il vasellame mostrava segni di utilizzo, ad esempio attraverso la cottura. Il semplice vasellame rinvenuto differisce da quello sassone riccamente decorato.